# Junichi Kakizaki

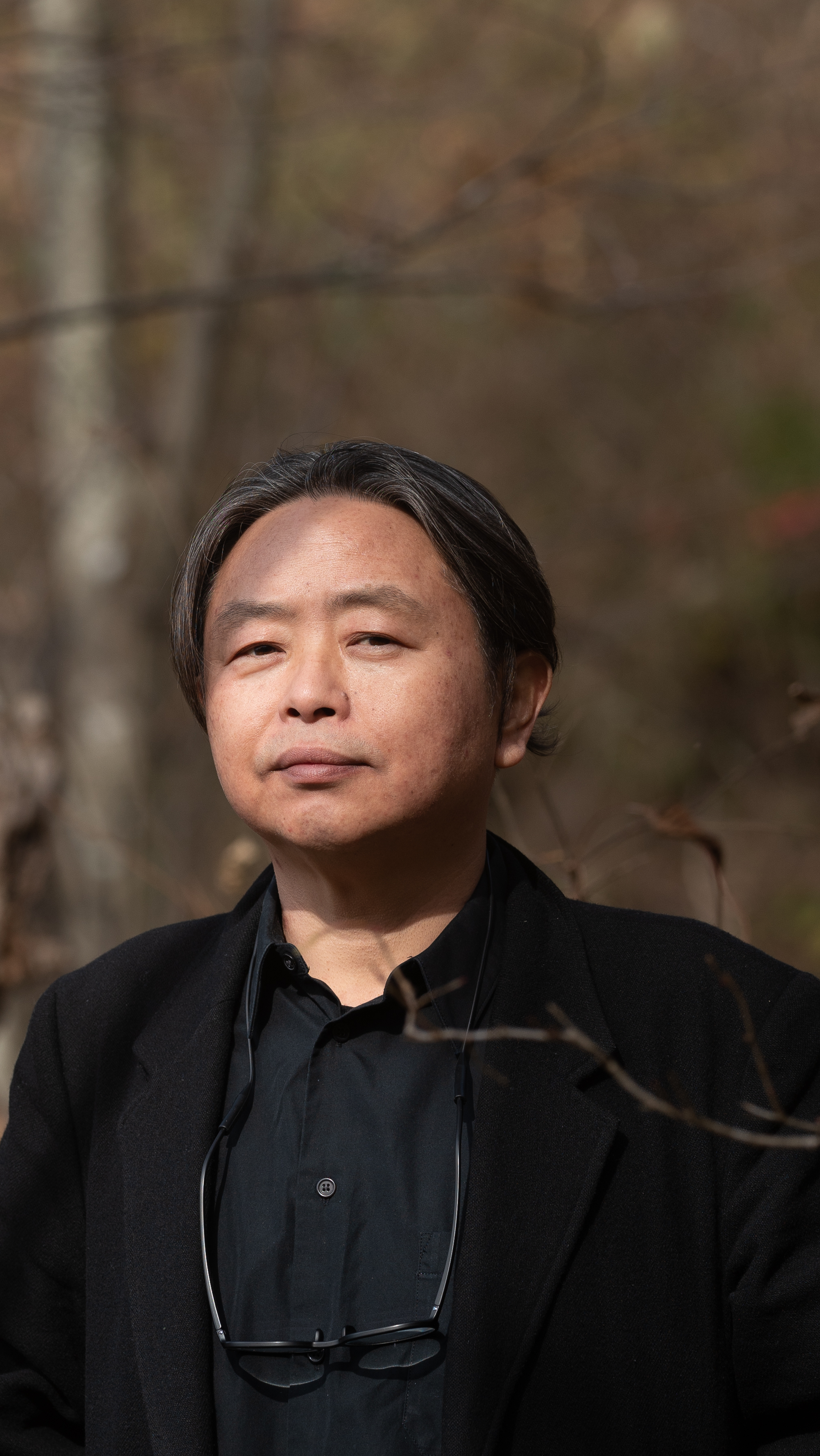
Junichi Kakizaki

Junichi Kakizaki (Japans: 柿崎 順一, Kakizaki Junichi) (Nagano, 4 januari 1971) is een Japans kunstenaar, beeldhouwer (installatie, environment en land art), bloemschikker en botanicus.
Zijn studie deed hij aan de Yoyogi Formative Arts School in Tokio en The Botanical College of Technological Horticulture (Horticultural science part, floral design course). Onder andere bij de docenten Muneyoshi Tsuchiya, Sadao Kasahara en Fumihiko Muramatsu. 

## Werken
- FLORIDANCE (2002-2005) Stockholm, Nagano
- The Color of Skin in the Absence of Sunlight? (2003) Stockholm
- Rebel installation (2004-2005) Melbourne, Berlijn, Nagano
- CRADLE (2005-2007) Uppsala, Tokio, Nagano
- FRAGRANT (2005) Malmö, Göteborg, Uppsala, Stockholm
- NEW LIFE (2007) Uppsala, Nagano, Tokio